# اتحاد دوباره آلمان

جمهوری فدرال آلمان و جمهوری دموکراتیک آلمان (آلمان شرقی)

اتحاد دوباره آلمان (به آلمانی: Deutsche Wiedervereinigung) در ۳ اکتبر ۱۹۹۰ با پیوستن نواحی جمهوری دموکراتیک آلمان (آلمان شرقی) به جمهوری فدرال آلمان که با نام آلمان غربی شناخته می‌شد، رخ داد. این اتحاد موجب پیدایش آلمان کنونی شد. طی این اتحاد برلین به شهری واحد تبدیل شده و به‌عنوان پایتخت آلمان متحد شناخته شد.
با فروریختن دیوار برلین در ۹ نوامبر ۱۹۸۹ و همگرایی دو آلمان شرقی و غربی، در ۳ اکتبر ۱۹۹۰ جمهوری فدرال آلمان پایه‌گذاری شد. از آن پس هر ساله در ۳ اکتبر را به عنوان روز وحدت آلمان جشن می‌گیرند که به چهار دهه جدایی پس از جنگ جهانی دوم و آغاز جنگ سرد، پایان داد.
بزرگترین مانع در همگرایی دو آلمان، نگرانی اتحاد جماهیر شوروی از پیوستن آلمان شرقی به پیمان آتلانتیک شمالی و کشورهای عضو ناتو بود اما موافقت میخائیل گورباچف با عضویت آلمان متحد در ناتو عملاً آخرین مانع را از سر راه اتحاد آلمان برداشت.

## پیشینه
در سال ۱۹۴۵ در طی کنفرانس پوتسدام توافقی موسوم به توافق پوتسدام میان متفقین جنگ جهانی دوم به‌عنوان دولت‌های پیروز در جنگ دربارهٔ اشغال آلمان در پایان جنگ جهانی دوم به امضا رسید که طی آن آلمان به اشغال این دولت‌ها درآمد. آلمان اشغال شده به چهار منطقه تحت کنترل دولت‌های فرانسه، بریتانیا، ایالات متحده آمریکا و اتحاد جماهیر شوروی سوسیالیستی تقسیم شد. طی سال‌های بعد سه منطقهٔ اول متحد شده و آلمان غربی را به پایتختی بن ایجاد کردند. در منطقهٔ تحت نفوذ شوروی نیز جمهوری دمکراتیک آلمان به پایتختی برلین شرقی به‌وجود آمد که با بلوک شرق هم‌پیمان بود. دولت آلمان شرقی، تحت فشار مسکو، بخش عمده‌ای از مناطق پومرانی و سیلزی را به لهستان واگذار نمود همچنین پروس شرقی (به مرکزیت کونیگسبرگ) نیز با پایان جنگ جهانی دوم میان شوروی و لهستان تقسیم شد که بخش عمده آن اکنون استان کالینینگراد روسیه نامیده می‌شود. آلمان غربی از اعضای ناتو و آلمان شرقی عضو پیمان ورشو بودند. این وضعیت تا پایان جنگ سرد در آلمان حاکم بود.
تا ۱۹۶۴ آلمان شرقی و غربی در کنار هم به‌عنوان تیم متحد آلمان در بازی‌های المپیک شرکت می‌کردند. اما ساخت بخش شرقی دیوار برلین، نشانه سرد شدن روابط سیاسی بین دو آلمان بود. تا اینکه با روی کار آمدن اریش هونکر در ۱۹۷۱ به‌عنوان رهبر حزب اتحاد سوسیالیستی آلمان و رهبر آلمان شرقی، دو کشور به‌طور کامل از یکدیگر جدا شدند.